# بربوم
بربوم رمزها «BI» (بالإنجليزية: Birbhum)‏ ، هو تقسيم إداري لدولة الهند تتبع ولاية البنغال الغربية (بالإنجليزية: West  Bengal)‏ ، مركزها هو مدينة سوري (ولاية البنغال الغربية) (بالإنجليزية: Suri)‏ عدد سكانها حسب تعداد سنة 2001 هو 3,012,546 ، مساحتها 4,545 كم² وكثافة السكان 663 لكل كم² .